# Tatzó d'Avall

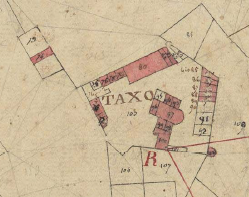
Tatzó d'Avall en el Cadastre napoleònic del 1812 (Arxius Departamentals dels Pirineus Orientals)

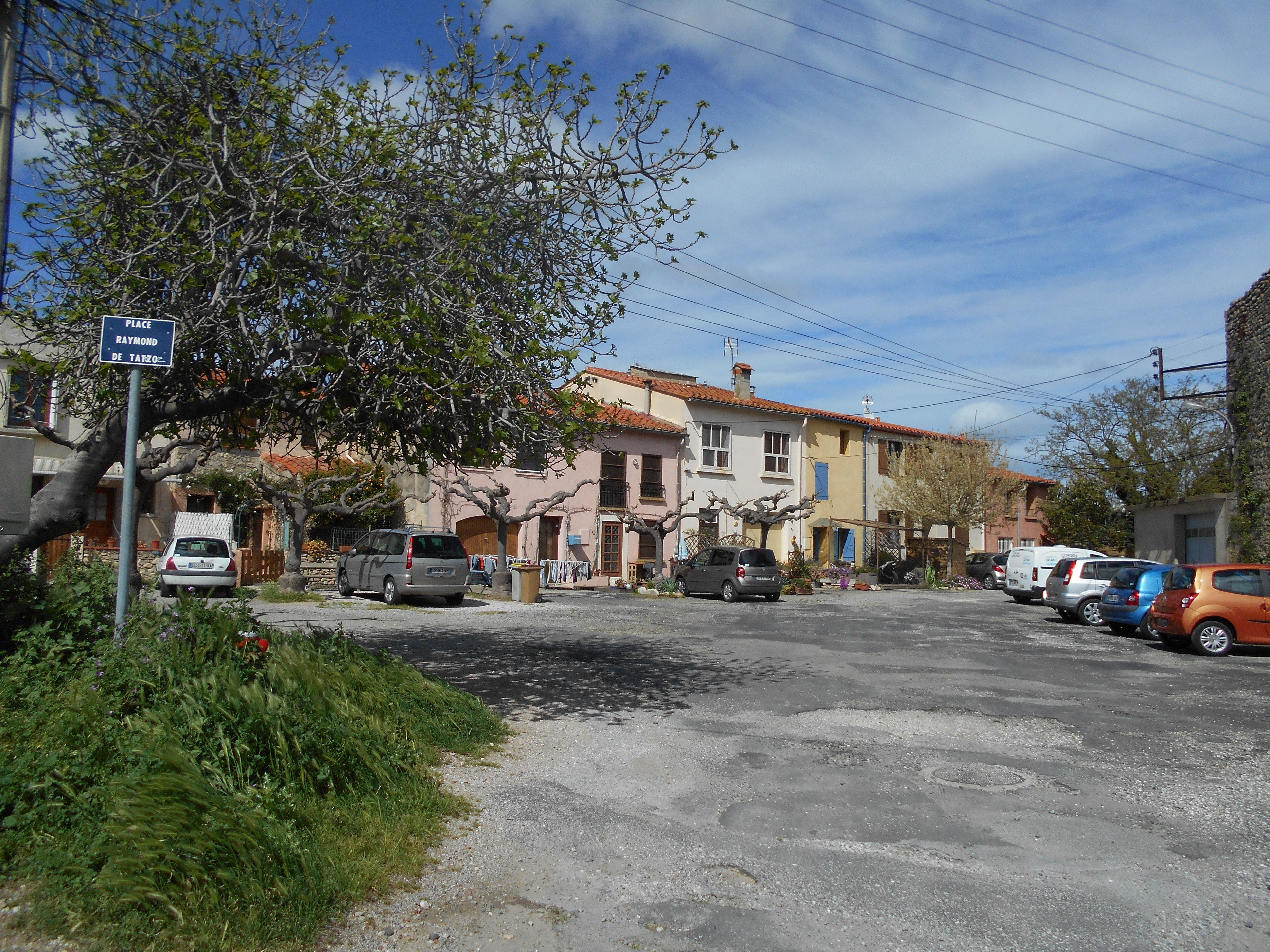
Espai central del poble

Tatzó d'Avall (francès: Taxo d'Avall) és un poble del terme comunal d'Argelers, a la comarca del Rosselló, de la Catalunya del Nord.
Està situat en el sector nord del terme comunal al qual pertany, a uns 3 quilòmetres al nord de la vila d'Argelers.
Conté les restes del Castell de Tatzó d'Avall i de l'església de Sant Martí i la Santa Creu de Tatzó, així com notables restes de les muralles que encerclaven la cellera de la qual nasqué el poble. El poble vell, tot i que les cases foren modernitzades en els darrers dos segles, conserva l'aspecte d'un petit poble agrícola rossellonès. Ara bé, el seu entorn ha sofert transformacions molt notables: a est i oest s'han format urbanitzacions similars a les que en els darrers cinquanta anys han anat apareixent a l'entorn dels vells pobles rossellonesos. A migdia, un gran equipament d'ensenyament ha ocupat bona part de les terres: el Liceu Christian Bourquin, estès a la partida de les Gavarretes.

## Etimologia
Apareix el 1011 com a Tazon, escrit villa Tacidone el 967, Tedzon 1128, Totzon 1200, Tazo 1102, Tatzo 1103, Tatzo 1157 (Repertori toponímic de Pere Ponsich, 1980, 26).